# Мануел Чоренс
Мануел Чоренс Гарсија (рођен 22. јануара 1916, датум смрти непознат) био је кубански фудбалер.
Представљао је Кубу на Светском првенству у фудбалу 1938. у Француској, где је био капитен.